# Староство
Ста́роство (лит. seniūnija — сянюния́, бел. ста́раства, старо́ства, пол. starostwo) — административно-территориальная единица в государственных владениях Речи Посполитой (Королевства Польского и Великого княжества Литовского) и в современной Литовской Республике, а также в Галиции в период Австро-Венгерской империи (XIX в.) и Украинской державе.
В состав староства входили один и более городов, местечек и несколько сёл.

## Королевство Польское
Здесь староства существовали начиная с XIV века. Староства устанавливались на землях, принадлежащих королю Польши, и предоставлялись дворянам в пожизненное пользование.
Существовало два вида староств:
- пол. starostwo niegrodowe, tenuta — королевское имение, находившееся в пользовании (аренда, залог) старосты (тенутария), при этом функции старосты не распространялись на город, ограничиваясь только управлением собственно королевским имением;
- пол. starostwo grodowe — комплекс королевских имений вокруг резиденции городского старосты, находящийся под его управлением и предназначенный для содержания старосты.

## Великое княжество Литовское
В Великом княжестве Литовском староства находились на одном уровне с волостями, входили в состав поветов. Староства были казёнными владениями, которые передавались в аренду, обычно пожизненную, частным лицам, называвшимся старостами. Старосты не исполняли административно-судебные функции. Распоряжаясь доходами с имения, они выплачивали четверть в государственную казну на нужды войска. Староства передавались частным лицам монархом и сеймом в признание «заслуг перед обществом».

## Литва

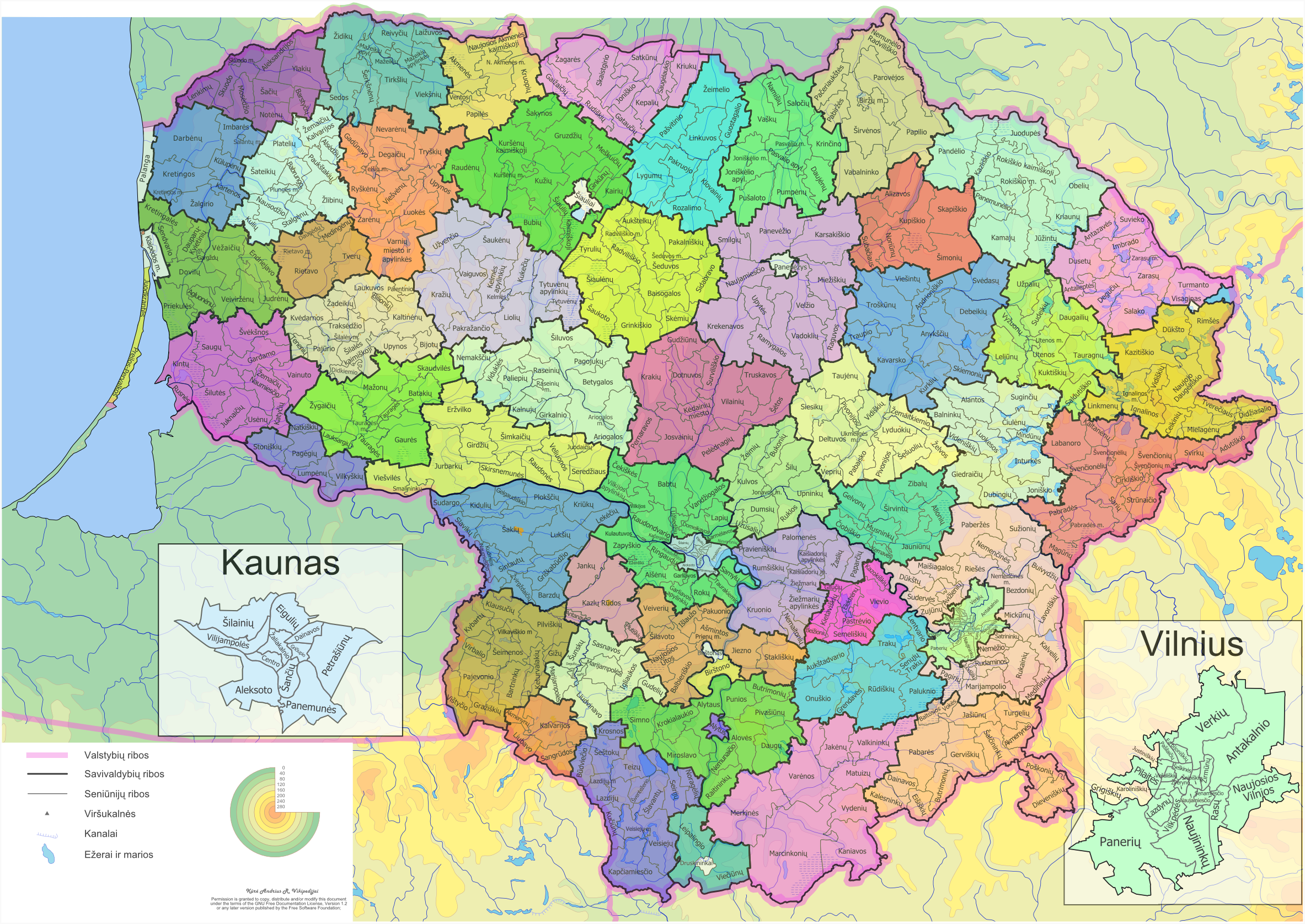
Староства Литовской Республики

В Литовской Республике староства являются третьим уровнем административного деления, и подразделяются (с 2009 года) на сянюнайтии. Староства образуют самоуправления (лит. savivaldybės), которые в свою очередь объединяются в уезды. Сейчас в Литве 546 староств.
Во главе староства стоит староста (после победы в конкурсе на должность) (лит. seniūnas).

## Восточная Галиция
На западноукраинских землях, входивших после 1772 г. в состав габсбургской Австро-Венгрии, а в 1920—1939 гг. — Польши, — уездное (повятовое) управление.